# 坎普縣 (德克薩斯州)
坎普縣（英語：Camp County）位美國德克薩斯州東北部的一個縣。面積526平方公里。根据美國2000年人口普查，共有人口11,549人。縣治匹茲堡（Pittsburg）。
成立於1874年4月6日，縣政府成立於同年6月20日。縣名紀念州參議員、區域法官約翰·拉法葉·坎普（John Lafayette Camp）。